# One Wrench
One Wrench is het vijfde studioalbum van de punkband Avail, en hun eerste studioalbum dat ze via Fat Wreck Chords uit hebben laten geven. Het werd uitgegeven op 20 juni 2000.

## Nummers
1. "Fast One" - 2:03
2. "Taken" - 2:35
3. "N30" - 2:16
4. "Leveled" - 2:22
5. "New Song" - 2:23
6. "High Lonesome" - 3:02
7. "Invisible" - 2:48
8. "Union" - 2:23
9. "Heron" - 2:29
10. "Rest" - 1:54
11. "C. Days" - 2:04
12. "Bell" - 3:00
13. "Leather" - 1:24
14. "Old Dominion" - 2:37